# Модель Сонячної системи

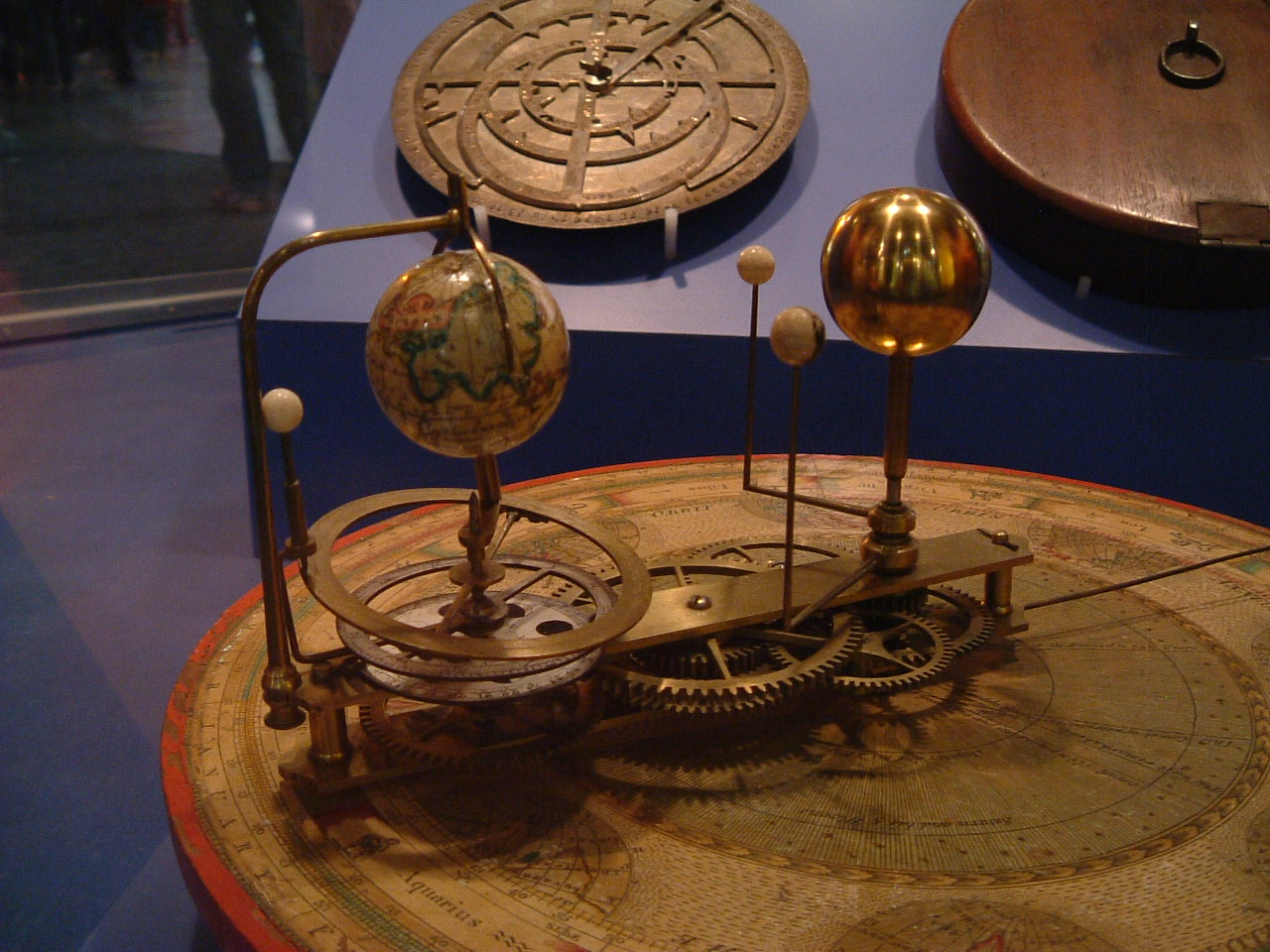
Маленький орерій із Землею з Місяцем, Венерою та Меркурієм.

Модель Сонячної системи або орерій (англ. Orrery) — механічна модель Сонячної системи. Варіюється від найпростіших, що включають лише Землю, Місяць і Сонце, до дуже складних моделей, що включають у себе всю Сонячну систему, де планети зі своїми супутниками не тільки пересуваються своїми орбітами, але також обертаються навколо своїх осей. Модель базовано на годинниковому механізмі, що відтворює планетарні рухи навколо Сонця. 

## Історія

### Стародавня доба
Першим орерієм можна вважати Антикітерський механізм, створений у 150-100 рр. до н.е. Його знайшли 1900 року серед корабельних уламків біля грецького острова Антикітера. Він заводився вручну й показував переміщення Сонця, Місяця й п'яти планет у рамках доби.

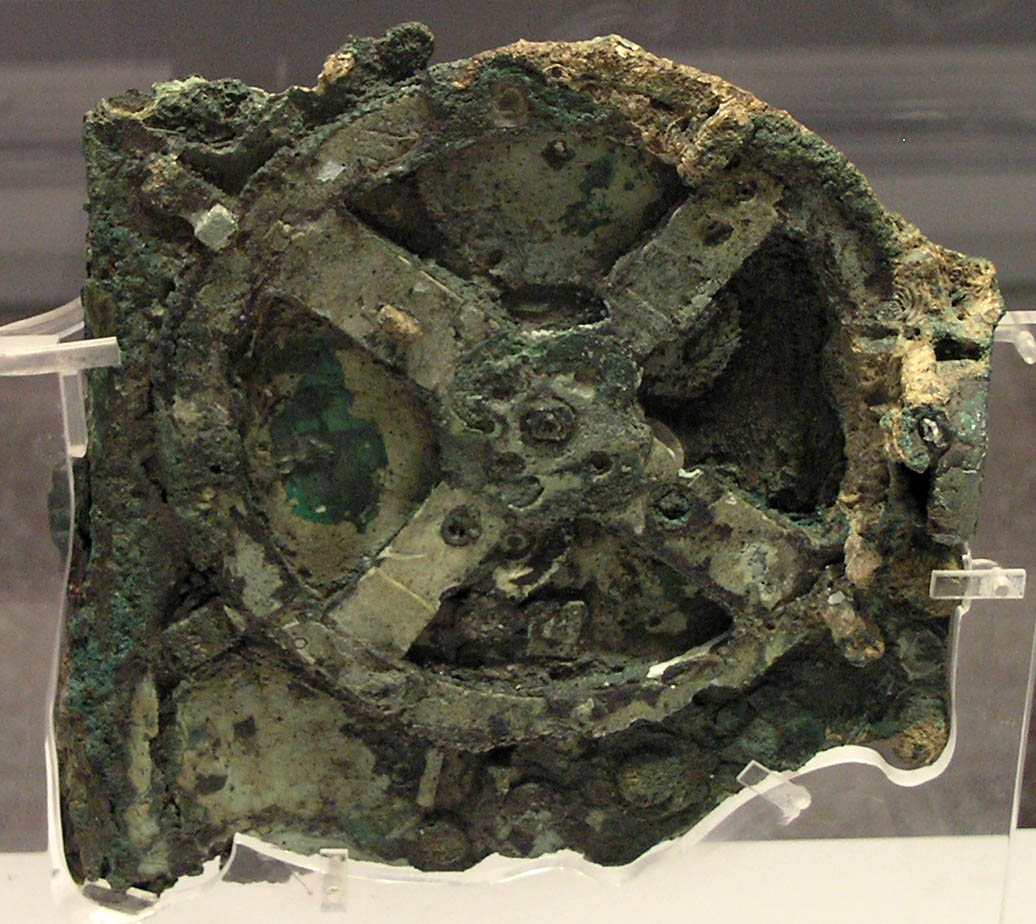
Антикітерський механізм (головний фрагмент).

Його винайшли греки, тому він працював за принципами геоцентричної моделі й застосовувався як калькулятор для обчислення астрономічних положень. Посідоній також створив подібну модель. Коли Римську імперію зруйнували, це мистецтво було забуто аж до Середньовіччя. Перший відомий механізм з'явився 1348 року. За нього відповідав Джованні Донді, який переніс рух Місяця, Сонця, Меркурія, Венери, Марса, Юпітера і Сатурна екліптикою. Його побудовано на геоцентричній Птолемеєвій теорії. До наших часів дійшла лише письмова схема, але її опис детально роз'яснює систему. У 16-му столітті два орерія створили для двору Вільяма IV. Їх також ґрунтовано на Птолемеєвій моделі.

### Сучасність

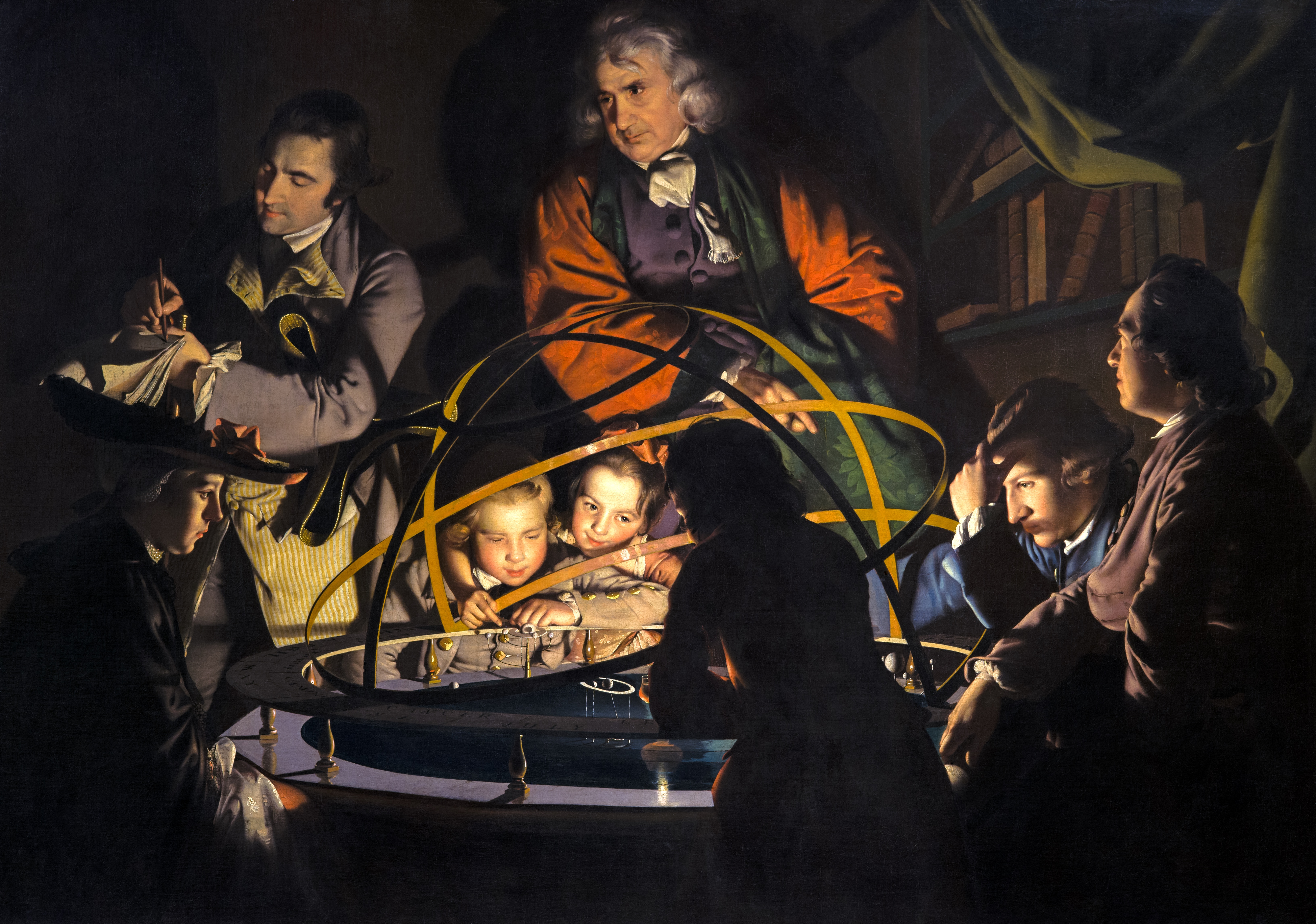
Філософська лекція щодо орерія (1766).

М. Коперник дуже сильно змінив світосприйняття своєю геліоцентричною моделлю. Такі значущі відкриття на кшталт Ньютонових законів також змінили будову орерія. Геліоцентрична модель усе спростила, тож орбіти перетворилися в прості кола та еліпси. Перший сучасний орерій з'явився 1704 року. Копію зробив Джон Роулі для Чарльза Бойля. У 1665-1681 роках Християн Гюйгенс розробив геліоцентричний планетарний механізм, що включав річний рух планет. Він опублікував свої розробки 1703 року. Згодом Девід Ріттенхаус власноруч побудував дві орері. Першу модель він зробив для коледжу Нью-Джерсі (нині відомий як Принстонський університет), другу для коледжу Філадельфії (нині відомий як Університет Пенсільванії). Обидві ці орері існують досі, причому кожна з них зберігається у своїх оригінальних одержувачів: одна в бібліотеці університету Пенсильванії, а інша в Пейтон Холі Принстонського університету. У 1774-1781 роках тривало спорудження планетарія Ейсе Ейсінги. Центральне місце було відведено для орерія, що показував планетарне пересування на стелі. Цікаво, що він і надалі працює з часу відкриття. У 1764 року з'являється новий тип орерія від Бенджаміна Мартіна, створений на трьох китах: 
- планетарій із планетами, що обертаються навколо зірки;
- телурій із похилою земною віссю;
- лунар, що показує, як Місяць робить оберти навколо нашої планети.

Це поліпшило розуміння нашої системи.